# سد حسن یکم
سد حسن یکم (به فرانسوی: Barrage Hassan Ier) یک سد خاکی و نیروگاه برقابی در مراکش است که در Azilal Province واقع شده‌است.